# British Society of Cinematographers Awards
La British Society of Cinematographers Awards (Prix de la Société britannique des cinéastes) récompense la meilleure photographie dans les longs métrages cinématographiques. Le prix est décerné par la British Society of Cinematographers.

## Catégories de récompenses
- Prix de la meilleure photographie (Best Cinematography Award)
- Prix BSC (BSC Award)
- Prix des opérateurs GBCT (GBCT Operators Award)
- Meilleur caméraman dans un long métrage (Feature Film - Best Camera Operator)
- Meilleure photographie dans un long métrage (Best Cinematography in a Feature Film)

## Palmarès 1976

### Meilleure photographie
- La Malédiction (The Omen) – Gilbert Taylor

## Palmarès 1979

### Meilleure photographie
- Alien, le huitième passager (Alien) – Derek Vanlint

## Palmarès 1984

### Meilleure photographie
- Indiana Jones et le Temple maudit (Indiana Jones and the Temple of Doom) – Douglas Slocombe

## Palmarès 1988

### Meilleure photographie
- Qui veut la peau de Roger Rabbit (Who Framed Roger Rabbit) – Dean Cundey

## Palmarès 2001

### Meilleure photographie
- O'Brother (O Brother, Where Art Thou?) – Roger Deakins

## Palmarès 2002

### Meilleure photographie
- Les Sentiers de la perdition (Road to Perdition) – Conrad L. Hall[1]

## Palmarès 2005

### Meilleure photographie
- Batman Begins – Wally Pfister[2][réf. à confirmer]

## Palmarès 2012

### Prix des opérateurs GBCT
- Prometheus – Gary Spratling

## Palmarès 2021

### Meilleur caméraman dans un long métrage
- The King's Man : Première Mission (The King's Man) – Julian Morson